# Leontodon autumnalis
Espèce
Leontodon autumnalis, le liondent d'automne, est une espèce de plante à fleurs de la famille des Astéracées.
C'est une plante herbacée.

## Synonyme
- Scorzoneroides autumnalis (L.) Moench

## Liste des sous-espèces
Selon NCBI (20 sept. 2013) :
- - Scorzoneroides autumnalis subsp. borealis
  - Scorzoneroides autumnalis subsp. pratensis

## Répartition
Originaire d'Eurasie et d'Afrique du Nord. Introduite aux Amériques.